# Stämmet
Stämmet är en småort i Torpa socken i Varbergs kommun, Hallands län, belägen strax väster om E6.